# CAPZB
CAPZB (англ. Capping actin protein of muscle Z-line beta subunit) – білок, який кодується однойменним геном, розташованим у людей на короткому плечі 1-ї хромосоми.  Довжина поліпептидного ланцюга білка становить 277 амінокислот, а молекулярна маса — 31 350.
| 10         |  | 20         |  | 30         |  | 40         |  | 50         |
| ---------- |  | ---------- |  | ---------- |  | ---------- |  | ---------- |
| MSDQQLDCAL |  | DLMRRLPPQQ |  | IEKNLSDLID |  | LVPSLCEDLL |  | SSVDQPLKIA |
| RDKVVGKDYL |  | LCDYNRDGDS |  | YRSPWSNKYD |  | PPLEDGAMPS |  | ARLRKLEVEA |
| NNAFDQYRDL |  | YFEGGVSSVY |  | LWDLDHGFAG |  | VILIKKAGDG |  | SKKIKGCWDS |
| IHVVEVQEKS |  | SGRTAHYKLT |  | STVMLWLQTN |  | KSGSGTMNLG |  | GSLTRQMEKD |
| ETVSDCSPHI |  | ANIGRLVEDM |  | ENKIRSTLNE |  | IYFGKTKDIV |  | NGLRSIDAIP |
| DNQKFKQLQR |  | ELSQVLTQRQ |  | IYIQPDN    |  |            |  |            |

A: Аланін

C: Цистеїн

D: Аспарагінова кислота

E: Глутамінова кислота

F: Фенілаланін

G: Гліцин

H: Гістидин

I: Ізолейцин

K: Лізин

L: Лейцин

M: Метіонін

N: Аспарагін

P: Пролін

Q: Глутамін

R: Аргінін

S: Серин

T: Треонін

V: Валін

W: Триптофан

Кодований геном білок за функцією належить до кепінгів актину. 
Білок має сайт для зв'язування з молекулою актину. 
Локалізований у цитоплазмі, цитоскелеті.